# Embrasse-moi, vampire
 (décembre 2022).
Si vous disposez d'ouvrages ou d'articles de référence ou si vous connaissez des sites web de qualité traitant du thème abordé ici, merci de compléter l'article en donnant les références utiles à sa vérifiabilité et en les liant à la section « Notes et références ».
Pour plus de détails, voir Fiche technique et Distribution.
Embrasse-moi, vampire (Vampire's Kiss) est un film américain réalisé par Robert Bierman, sorti en 1989.

## Synopsis
Agent littéraire, Peter Loew est perturbé par la présence d'une chauve-souris dans son appartement. Un soir, il est mordu par une jeune femme qu'il soupçonne d'être un vampire. Dès lors, il se demande s'il n'est pas lui en train de se transformer en vampire...

## Fiche technique
- Titre français : Embrasse-moi, vampire
- Titre original : Vampire's Kiss
- Réalisation : Robert Bierman
- Scénario : Joseph Minion
- Photographie : Stefan Czapsky
- Musique : Colin Towns
- Montage : Angus Newton
- Production : John Daly, Derek Gibson, Barry Shils et Barbara Zitwer
- Société de production : Magellan Pictures
- Pays de production :  États-Unis
- Durée : 103 minutes
- Box-office : 725 131 $
- Dates de sortie :
  - États-Unis : 2 juin 1989
  - France : 17 janvier 1990

## Distribution
- Nicolas Cage (VF : Nicolas Marié) : Peter Loew
- Maria Conchita Alonso (VF : Emmanuèle Bondeville) : Alva Restrepo, la secrétaire
- Jennifer Beals (VF : Maïk Darah) : Rachel
- Elizabeth Ashley (VF : Martine Messager) : Dr. Glaser
- Kasi Lemmons (VF : Martine Irzenski) : Jackie
- Bob Lujan (VF : Michel Mella) : Emilio, le frère d'Alva
- Sol Echeverria (VF : Tamila Mesbah) : mère d'Alva
- Rex Robbins (VF : Jean Lagache) : Sidney Langdon
- Jessica Lundy (VF : Véronique Rivière) : Sharon
- Johnny Walker : Donald
- Boris Leskin : Fantasy Cabbie
- Michael Knowles : Andrew
- John Michael Higgins : Ed
- Jill Gatsby : la fille "vampirisée" dans la boite de nuit

## Distinctions

### Récompense
- 1989 : Meilleur acteur pour Nicolas Cage au Festival International du film fantastique de Sitges

## Autour du film
- Film dans le film, on assiste à un moment à des extraits du Nosferatu de Murnau (1922) et notamment la scène finale où le vampire meurt au chant du coq.
- Arnold Schwarzenegger, Sylvester Stallone, Judd Nelson et John Travolta étaient pressentis pour incarner Peter Loew mais ont décliné l'offre. C'est Nicolas Cage qui parvient à obtenir le rôle principal.
- Le film, de son aspect nanardesque, a vu apparaitre des mèmes internet issus du film, notamment le mème You don't say[1].